# Bostrycapulus heteropoma
Bostrycapulus heteropoma là một loài ốc biển, là động vật thân mềm chân bụng sống ở biển trong họ Calyptraeidae.

## Phân bố
Senegal